# 女高怪談
《女高怪談》（韓語：여고괴담）是一部1998年上映的韩国校園恐怖片，由李美妍、金奎梨、朴真熙、崔江姬主演，朴岐炯執导。女高怪談是韓國首部最受歡迎的恐怖片，也開啟了韓國恐怖片的流行。

## 演員
- 李美妍 飾 許恩英
- 金奎梨 飾 任智伍
- 朴鎔秀（朝鲜语：박용수 (배우)） 飾 吳光久
- 崔江姬 飾 崔世妍/尹在利
- 尹智慧 飾 金正淑
- 朴真熙 飾 素英
- 李褣女（朝鲜语：이용녀）（或譯李龍女） 飾 朴伎淑「老狐狸」
- 金佑錫 飾 美術老師
- 劉延洙（朝鲜语：유연수 (배우)） 飾 體育老師
- 金雷夏 飾 數學老師
- 金允晶（朝鲜语：김윤정） 飾 哭泣的女孩（우는 소녀）

## 外部連結
- 女高怪談CINE21網站（页面存档备份，存于） 
- 女高怪談劇本（页面存档备份，存于） （英文）
- 爛番茄上《女高怪談》的資料（英文）
- AllMovie上《Whispering Corridors》的资料（英文）
- 互联网电影数据库（IMDb）上《Whispering Corridors》的资料（英文）
- 豆瓣电影上《女高怪談》的資料 （简体中文）
- 时光网上《女高怪談》的資料（简体中文）

1. 開眼電影網上《死亡教室》的資料（繁體中文），bkp[永久]
2. （臺灣《女高怪談1:死亡教室》），死亡教室 的存檔，存档日期2014-01-03. - KingNet歡樂網路王國（繁體中文）
3. ↑  1998-05-30 , 女高怪談 Whispering Corridors，daum （页面存档备份，存于），naver （页面存档备份，存于）
4. ↑  http://magazine.movie.daum.net/w/magazine/film/detail.daum?thecutId=4753 （页面存档备份，存于） 